# Virginia Slims of Oklahoma 1991 - Doppio
Meredith McGrathe Anne Smith che hanno battuto in finale Katrina Adams e Jill Hetherington con il punteggio di 6–2, 6–4.

## Teste di serie
1. Patty Fendick /  Jana Novotná (semifinali)
2. Meredith McGrath /  Anne Smith (campionesse)

1. Katrina Adams /  Jill Hetherington (finale)
2. Elise Burgin /  Mary Lou Daniels (semifinali)

## Tabellone

### Legenda
| - Q = Qualificato - WC = Wild card - LL = Lucky loser | - ALT = Alternate - SE = Special Exempt - PR = Protected Ranking | - w/o = Walkover - r = Ritirato - d = Squalificato |